# Giovanni Battista Peruzzo

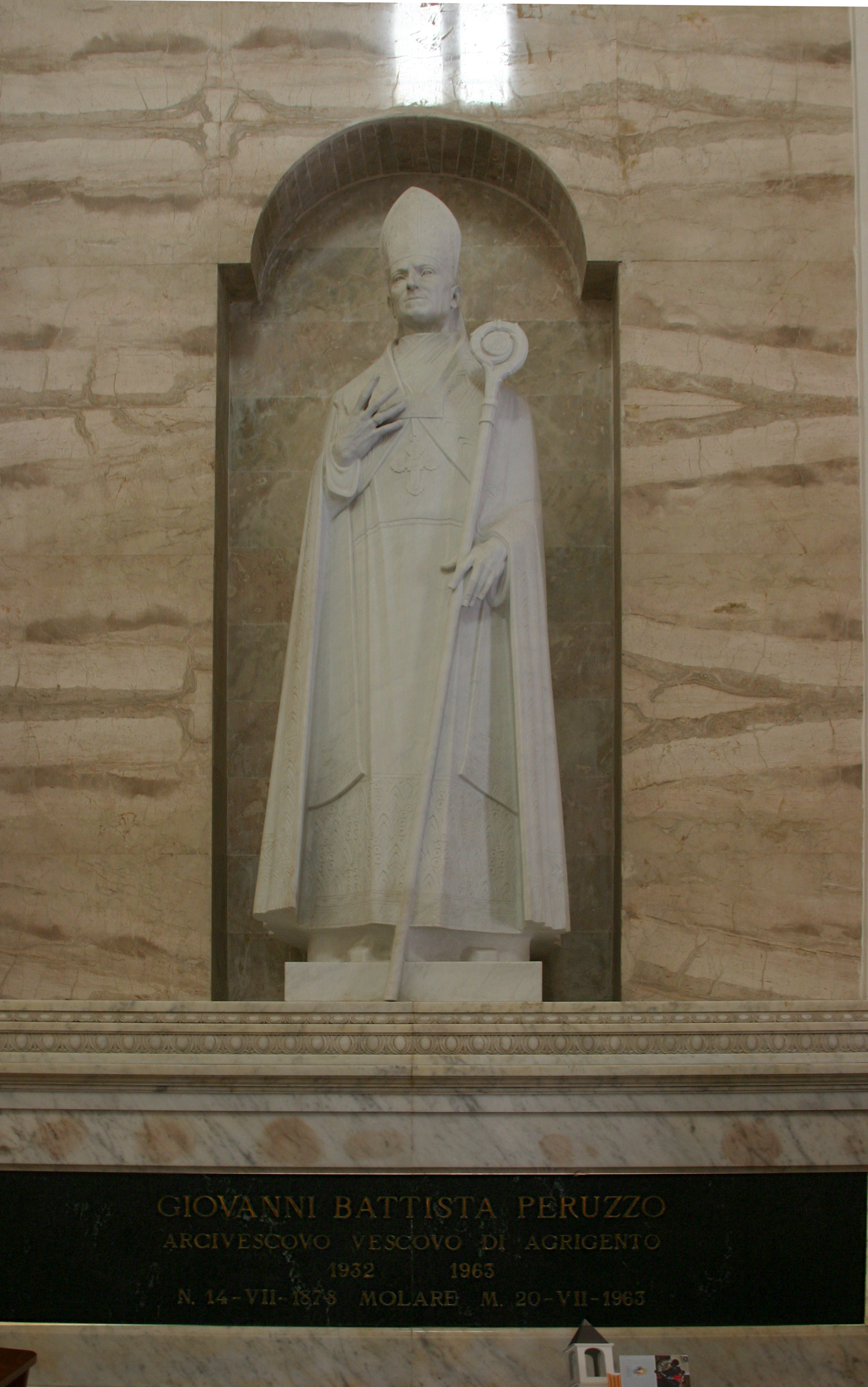

Giovanni Battista Peruzzo CP (* 14. Juli 1878 in Molare; † 20. Juli 1963 ebenda) war ein italienischer Geistlicher und römisch-katholischer Erzbischof von Agrigent.

## Leben
Secondino Petronio Lacchio trat der Ordensgemeinschaft der Passionisten bei, legte die Profess am 26. Juli 1894 und empfing am 13. Januar 1901  die Priesterweihe.
Pius XI. ernannte ihn am 5. Januar 1924 zum Weihbischof in Mantua und Titularbischof von Euroea in Epiro. Die Bischofsweihe spendete ihm der Sekretär der Konsistorialkongregation, Gaetano Kardinal De Lai, am 10. Februar desselben Jahres; Mitkonsekratoren waren der Vizegerent in Rom, Giuseppe Palica und der Weihbischof in Sabina-Farfa, Antonio Micozzi.
Der Papst ernannte ihn am 19. Oktober 1928 zum Bischof von Oppido Mamertina. Am 15. Januar 1932 wurde er zum Bischof von Agrigent ernannt. Pius XII. ernannte ihn am 29. März 1952 zum Erzbischof ad personam. Er nahm an der ersten Sitzungsperiode des Zweiten Vatikanischen Konzils teil.